# Henryk Lubański
Henryk Lubański (ur. w Warszawie, zm. 1876 w Nicei) – polski lekarz. Osiadł we Francji. Napisał prace dotyczące wodolecznictwa. Prace i badania poświęcił chorobom płuc.